# دهه ۱۳۵۰ (پیش از میلاد)
دهه ۱۳۵۰ (پیش از میلاد) صد و سی و پنجمین دهه قبل از مبدا شروع تقویم میلادی است.